# Euploea alea
Euploea alea är en fjärilsart som beskrevs av Kirby 1871. Euploea alea ingår i släktet Euploea och familjen praktfjärilar. Inga underarter finns listade i Catalogue of Life.